# Trajekt
Trajekt je větší loď pro dopravu osobních i nákladních automobilů a vlaků s cestujícími i samostatných osob mezi dvěma mořskými či jezerními břehy, případně na ostrov. Zpravidla jde o kyvadlovou dopravu mezi dvěma přístavy, do nichž vyúsťují pozemní komunikace (silnice, železnice). Principiálně podobné menší plavidlo pro propojení říčních břehů nazýváme přívoz.
Trajekty plují na pravidelných linkách se zveřejněným jízdním řádem. Trajektová relace vyžaduje také příslušné pozemní vybavení přístavu. Terminály jsou někdy velmi rozsáhlé – zahrnují příjezdové komunikace, parkoviště, budovy pro obchodní, úřední a celní odbavení, prostory pro čekání a uzpůsobení vlastního technického vybavení přístavu (mola). Nejrušnější trajektová relace v Evropě křižuje Lamanšský průliv mezi Doverem a Calais.
Obecně je snaha aby trajektová linka byla co nejkratší, terminály se tedy budují v úžinách na protilehlých výběžcích pevniny. V oblastech těžko prostupných nebo s nerozvinutou infrastrukturou se ale často naopak využívá existence přirozené vodní cesty a trajektové linky jsou vedeny spíše mezi přístavy v zálivech; to se týká zejména dopravy přes jezera a po tropických veletocích.
Nejkratší a nejfrekventovanější trajektové relace jsou postupně nahrazovány mosty nebo podmořskými tunely. Mnoho trajektů v minulosti přepravujících i vlaky zaniklo také s rozvojem letecké dopravy. V současnosti se s trajektem převážejícím osobní vlaky můžeme setkat např. mezi italskou pevninou a Sicílií nebo mezi Německem a Dánskem, příkladem vnitrozemského vlakového trajektu je linka přes Vanské jezero.
I přes technologické pokroky v dopravě (letectví) a stavebnictví (mosty, tunely) mají trajekty stále nezastupitelný význam a na mnoha místech světa (včetně vyspělých zemí) jde stále o nejvýhodnější druh dopravy. Nevyžadují náročné budování pozemních dopravních cest (pouze přístavní body), jsou poměrně šetrné k životnímu prostředí, oproti letadlům nabízí větší nosnost nákladu. Na řadu odlehlých míst (hlavně malé ostrovy), kde nelze nebo se nevyplatí stavět letiště, jsou prakticky jediným způsobem kapacitní dopravy.

## Historie
První trajektová loď na světě s názvem Suhulet byla dána do provozu roku 1871 v tureckém Istanbulu. Byla 45,7 metru dlouhá, 8,5 metru široká a měla ponor 3 metry. Dosahovala rychlosti až 6 uzlů (cca 12 km/h) a byla poháněna parním strojem o výkonu 450 koní. Loď měla symetrický vstup a výstup pro koňské povozy. Jezdila přes Bospor na trase Üsküdar–Kabataş (Beyoğlu), která je dodnes trajekty obsluhována (ačkoliv přes průliv již vede několik mostů a tunelů, pro lokální provoz jde stále o výhodný způsob dopravy).

## Typy trajektů
Konstrukce trajektů závisí na délce trasy (tedy např. na tom, zda cestující na lodi přenocují nebo ne), požadovaném množství cestujících nebo vozidel, na požadavcích na rychlost a na plavebních podmínkách, se kterými se musí plavidlo vypořádat.

### Trajekty Ro-Ro a Ro-Pax

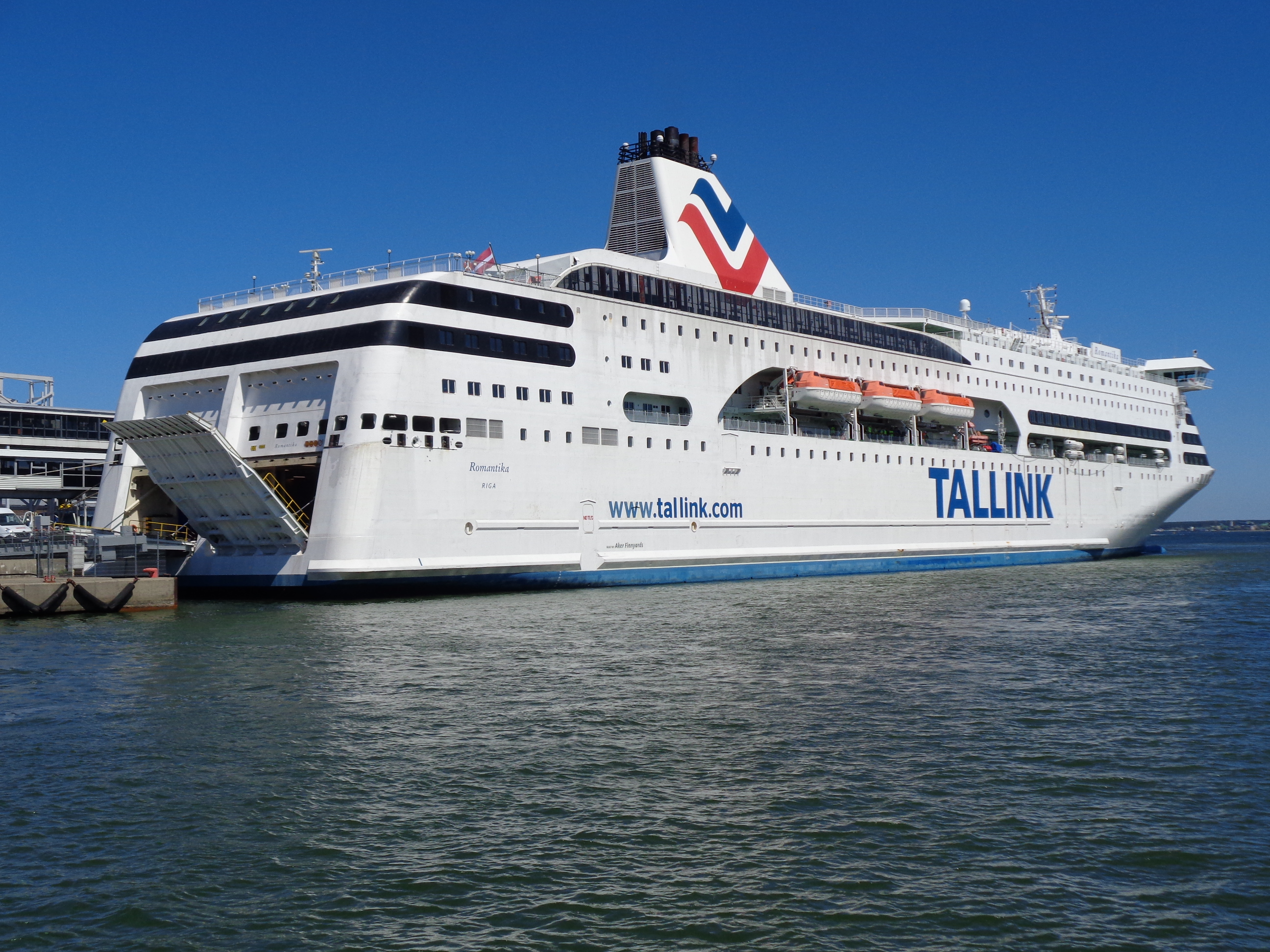
Velká loď typu cruiseferry, sklopná vjezdová vrata na zádi, v přístavu Talinn v r. 2021

Trajektové lodě, které přepravují pouze kamiony a samostatné návěsy, jsou kategorizovány jako nákladní lodě a označují se zkratkou Ro-Ro (roll-on, roll-off); jsou zkonstruovány tak, aby auta mohla snadno najíždět a vyjíždět. Je-li loď kromě toho určena i pro přepravu cestujících a osobních automobilů, je kategorizována jako osobní loď třídy Ro-Ro/Passenger (zkráceně „Ro-Pax“ či „cruiseferry“). Existují i kombinované nákladní trajektové lodě přepravující zároveň kontejnery (ConRo). Železniční trajekty jsou pak uzpůsobeny pro přepravu železničních kolejových vozidel.
Trajekty jsou konstruovány tak, že do dolního patra (či několika pater) vjedou auta. Nakládka se děje vraty na zádi, která po sklopení dolů tvoří nájezdovou rampu. Méně je používáno provedení s vraty na přídi (typicky u železničních trajektů), na linkách s požadovanými rychlými obraty s obojími (průjezdné provedení). Řidiči a případní cestující si vystoupí a plavbu tráví na palubě a v horních patrech lodi (tzv. nástavbě). Pro pobyt cestujících bývá nástavba vybavena obchody, restauracemi, vyhlídkovými plošinami apod. a na delších linkách kajutami pro přenocování, ty ale vzhledem ke krátkému trvání plavby (jedna, nejvýše dvě noci) mohou být mnohem menší než na výletních lodích. Největší trajekty pojmou i stovky aut včetně kamionů. Jako cruiseferry jsou označovány lodě, u kterých se předpokládá velký podíl cestujících bez vozidel a mají velký počet kajut; připomínají vzhledem i vybavením velké výletní lodě a mívají i boční vstupy pro nástup cestujících přímo z budovy terminálu.

### Rychlé trajekty Ro-Pax
RoPax jsou konvenční trajekty s širokým vjezdem a relativně velkou kapacitou pro cestující. Jsou poháněny dieselovým motorem a lodními šrouby a dosahují rychlosti 46 km/h. Průkopníkem této třídy trajektů byla společnost Attica Group, když v roce 1995 představila Superfast I mezi Řeckem a Itálií prostřednictvím své dceřiné společnosti Superfast Ferries.

### Oboustranné
Oboustranné trajekty mají zaměnitelnou příď a záď, což jim umožňuje přemísťovat se tam a zpět mezi dvěma terminály, aniž by se musely otáčet. Oboustranné trajektové systémy používá např. společnost BC Ferries nebo Staten Island Ferry, většina pobřežních trajektů v Norsku a některé trajekty v Sydney a v Britské Kolumbii.

### Křídlové lodě
Křídlové lodě (Hydrofoils) jsou velmi rychlé. Křídla jsou umístěná pod určitým úhlem pod trupem lodi ve vodě. Jak plavidlo nabírá rychlost, křídla zvedají trup lodi z vody, snižují odpor a umožňují vyšší rychlosti. Používaly se na Kanárských ostrovech, avšak byly nahrazeny katamaránovými trajekty, které mohou dopravovat nejen cestující, ale i auta. Podle kritiků je to krok zpět, vzhledem k tomu, že nová plavidla spotřebovávají mnohem více paliva a podporují nevhodné používání automobilů  na ostrovech, které již trpí vlivem masové turistiky.

### Vznášedla

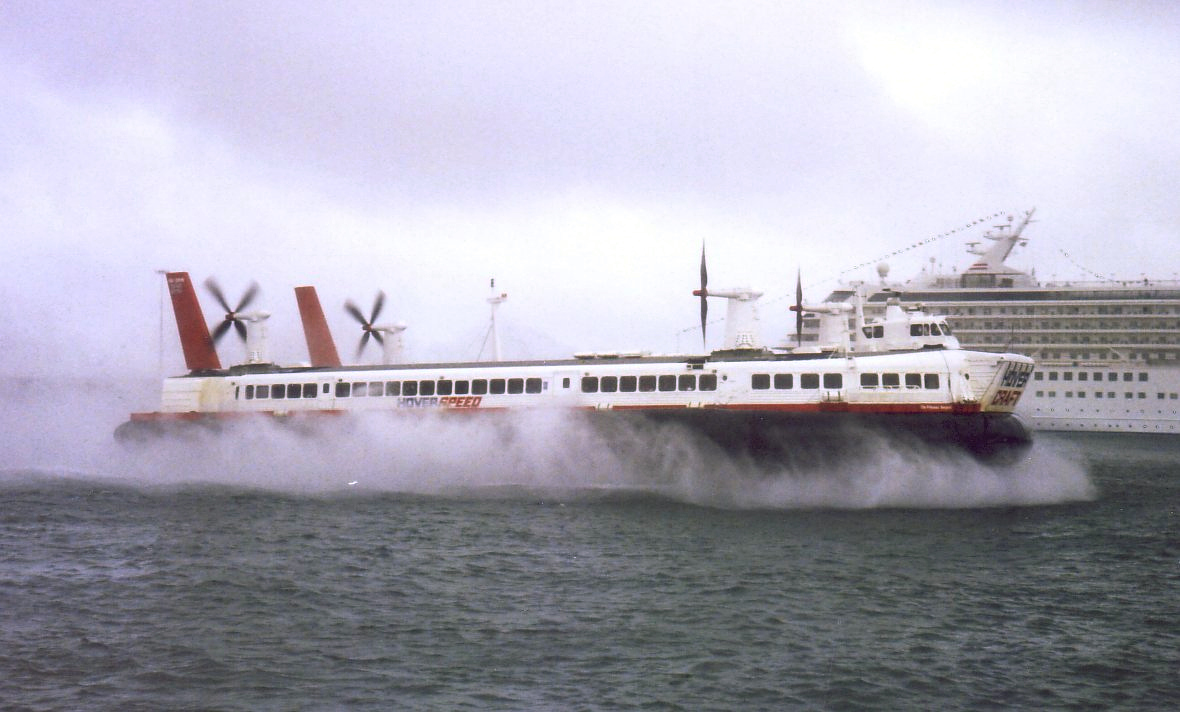
Vznášedlo SR.N4 v přístavu Dover

Vznášedla byla vyvinuta v 60. a 70. letech 20. století pro přepravu automobilů. Největší byl SR.N4, který převážel mezi Anglií a Francií cestující i auta. Auta byla převážena ve střední části plavidla, které bylo opatřeno rampami na přídi a zádi. Vznášedla byla nahrazena katamarany, které jsou téměř stejně rychlé a jsou méně ovlivněny mořem a povětrnostními podmínkami. V r. 2015 byla v provozu pouze jedna služba, kde byla v provozu vznášedla, a to osobní doprava mezi Portsmouthem a ostrovem Wight, provozovaná společností Hovertravel.

### Katamarán

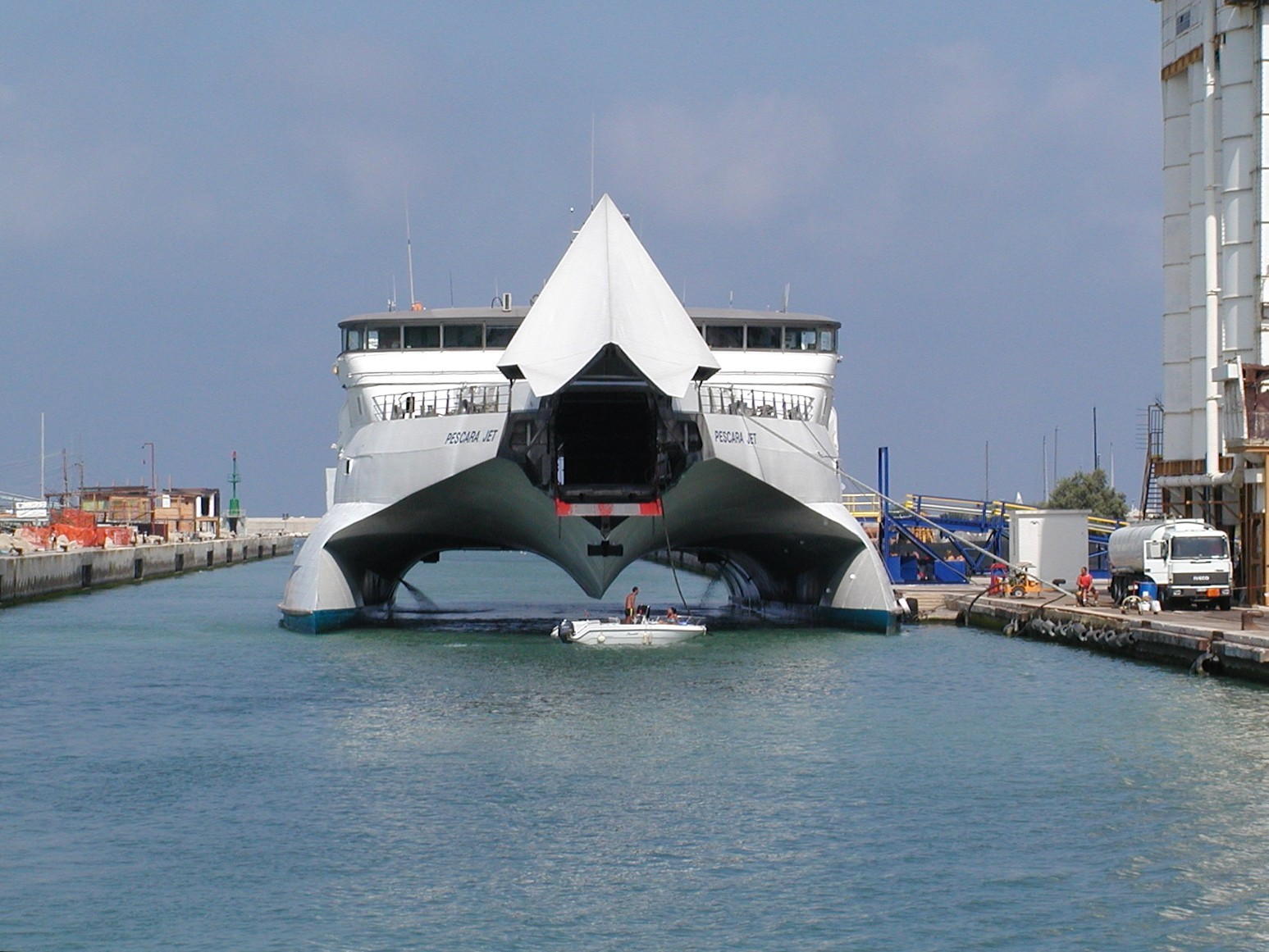
Rychlá trajektová loď typu katamarán

V 90. letech došlo k revoluci v trajektových službách, když katamarány nahradily vznášedla, křídlové lodě a klasické jednotrupé trajekty. Tehdy existovala řada firem, zabývajících se jejich konstrukcí a výrobou, ale časem se dostaly do popředí dvě firmy, vyrábějící velké nákladních trajekty mezi 60 a 120 metry: australské firmy Incat of Hobart a Austal of Perth.
Největší katamarany na světě, tři lodě třídy Stena HSS, provozovala švédská společnost Stena Line mezi Nizozemím a Spojeným královstvím a mezi Spojeným královstvím a Irskem. Plavidla poháněná spalovacími turbínami a vodním paprskem měla kapacitu 375 osobních automobilů a 1 500 cestujících a dosahovala rychlosti až 75 km/h. Tím byla dána jejich vysoká spotřeba paliva. Jejich provoz byl v roce 2015 ukončen.

Supervelké katamarány se nacházejí také ve flotile firmy Condor Ferries. Přepravují osoby a náklad mezi Velkou Británií a Francií.

### Trajekty na alternativní pohon

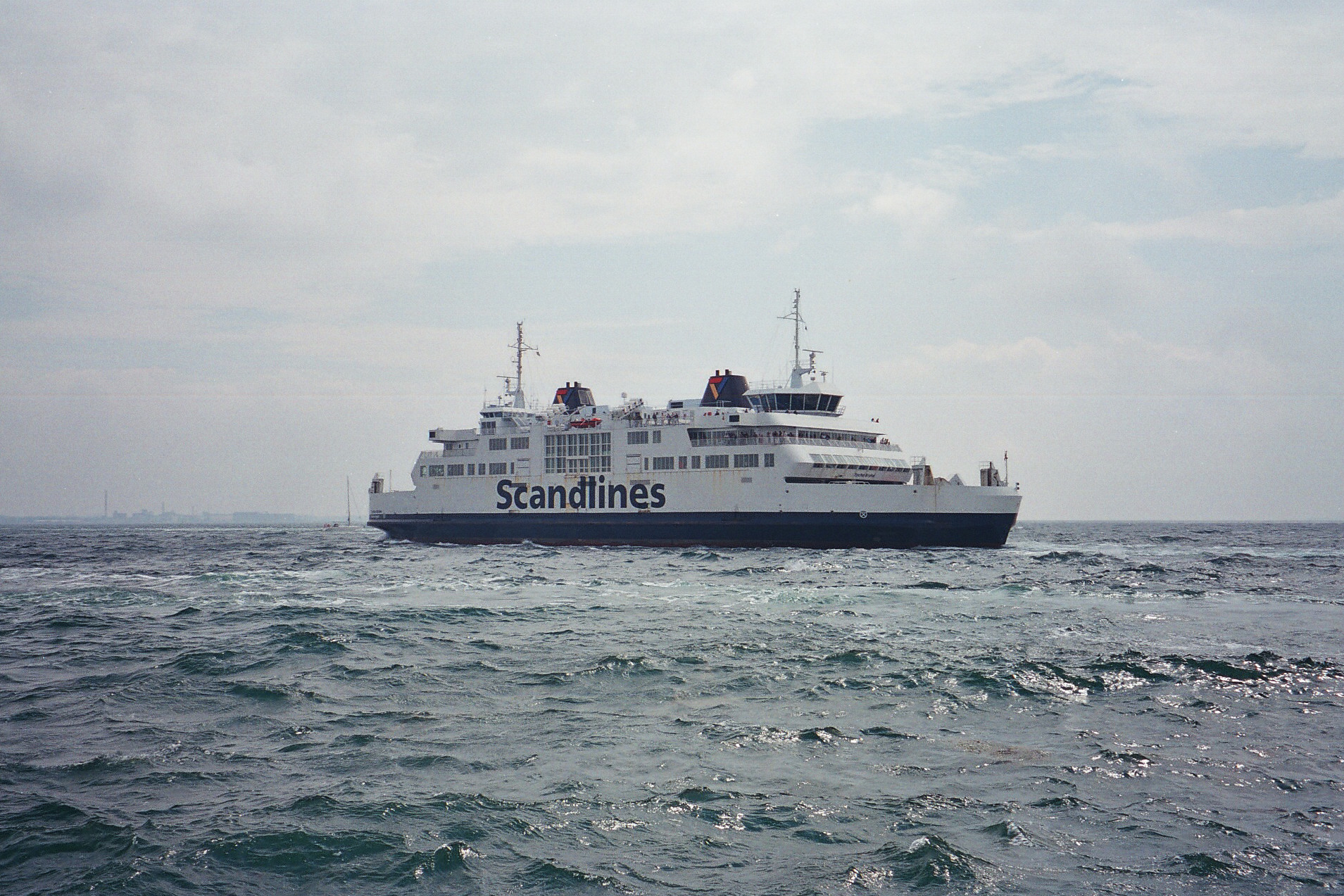
Elektrický trajekt M/F Tycho Brahe

Cena ropy se zvyšuje a sílí i tlak spotřebitelů na opatření k řešení globálního oteplování. Podle australské společnosti Solar Sailor jsou hybridní námořní pohon a technologie solárních křídel vhodné pro použití na trajektech, soukromých jachtách a dokonce i na tankerech. Alternativní paliva jsou na trajektech stále používanější. Nejrychlejší osobní trajekty na světě, provozované argentinsko-uruguayskou společností Buquebus, jezdí na LNG. Švédská Stena provozuje své trajekty pro 1500 cestujících na metanol.
Ve Skandinávii jezdí elektrické trajekty na baterie. Největším čistě elektrickým trajektem na světě je M/F Tycho Brahe, který má kapacitu elektrického úložiště více než 4 MWh.
Od roku 2015 provozuje norská trajektová společnost Norled e-trajekt Ampere na spoji Lavik–Opedal na E39 severně od Bergenu. Další elektrické trajekty zde provozuje firma Fjord1.

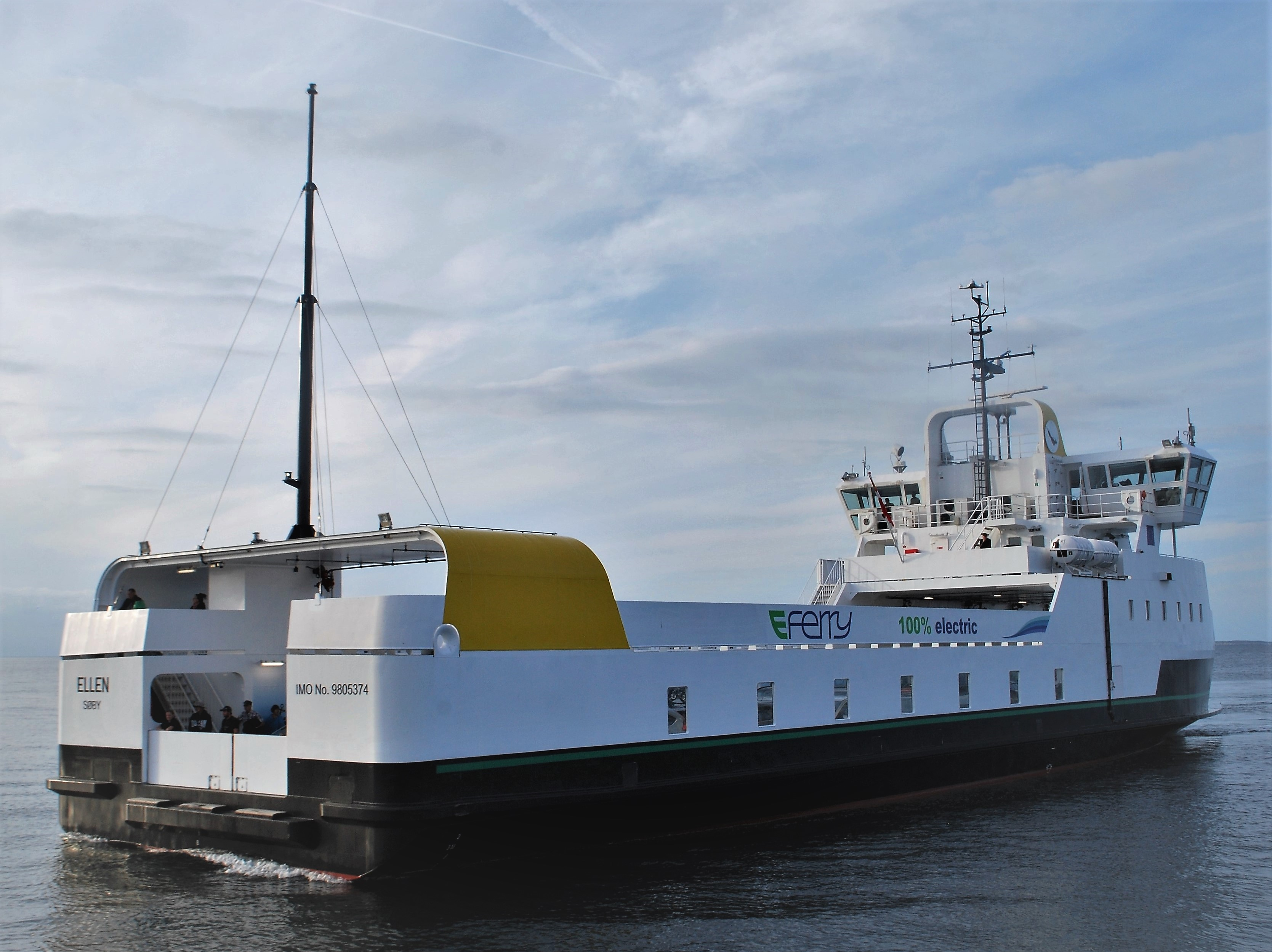
Elektrický trajekt Ellen 2

V Dánsku jezdí od srpna 2019 E-trajekt  Ellen mezi jižními dánskými přístavy Fynshav a Søby, na ostrově Ærø.  Elektrický trajekt je schopen přepravit 30 vozidel a 200 cestujících a je poháněn baterií „s nevídanou kapacitou“ 4,3 MWh. Plavidlo může urazit až 22 námořních mil (41 km) mezi nabitími – sedmkrát více, než bylo dříve možné u elektrického trajektu.

## Trajektová doprava ve světě

### Afrika
- Angola: katamarán z přístavu Soyo do Cabindy ve stejnojmenné exklávě, pravidelná doprava od roku 2022[9]
- Alžírsko: několik linek podél pobřeží Středozemního moře
- Džibutsko: trajekt mezi Džibuti a přístavy Tadjoura a Obock na protější straně Tadžurského zálivu
- Egypt: mezikontinentální spojení mezi Hurghadou (Afrika) a Šarm-aš-Šajchem na Sinajském poloostrově (Asie)
- Eritrea: linky z pevniny na Dahlacké ostrovy
- Etiopie: vnitrozemské linky na jezerech Tana a Ziway
- Gabon: mořský trajekt mezi městy Libreville a Port-Gentil
- Jižní Afrika: trajekt z Kapského města na ostrov Robben
- Kanárské ostrovy: spojení mezi ostrovy (vedle linek do domovského Španělska)
- Kapverdy: spojení mezi ostrovy
- Keňa: několik krátkých linek po jezeře Ukerewe
- Komory: spojení mezi ostrovy
- Konžská demokratická republika: příbřežní linka po jezeře Tanganika; trajekt po jezeře Kivu propojující Bukavu, ostrov Idjwi a Gomu; linka z Kinshasy přes řeku Kongo do Brazzaville ( Konžská republika)
- Libye: linky podél pobřeží, mj. nejkratší spojení Misuráty a Benghází přes záliv Velká Syrta
- Madagaskar: několik krátkých linek na přilehlé ostrůvky
- Malawi: několik vnitrozemských linek po jezeře Malawi
- Mauricius: trajekt z hlavního ostrova na ostrov Rodrigues
- Mosambik: trajekt z Maputa na ostrov Inhaca
- Nigérie: říční doprava v deltě Nigeru
- Rovníková Guinea: trajekt mezi přístavem Bata v pevninské části a hlavním městem Malabo na ostrově Bioko
- Rwanda: trajekty po jezeře Kivu
- Senegal: linka mezi Dakarem a městem Ziguinchor v estuáru Casamance, nejkratší spojení obcházející území Gambie
- Seychely: spojení mezi ostrovy
- Tanzanie: několik oddělených linek v různých částech země. Na pobřeží Indického oceánu funguje společnost Azam Ferry.[10]Jejich flotila má 8 plavidel, které dosahují rychlosti 46–74 km/h. Cesta rychlým katamaránem z Dar es Salaamu do města Zanzibar na stejnojmenném ostrově trvá 1 h.40 min. Vnitrostátní trajektová spojení jsou provozována také po velkých jezerech Ukerewe, Malawi a Tanganika (zde také spojení do  Zambie).
- Tunisko: trajekty z pevniny na Džerbu a další ostrovy
- Uganda: několik krátkých linek po jezeře Ukerewe; propojení protilehlých břehů Edwardova jezera

### Severní Amerika
- Bahamy: spojení z hlavního města Nassau na okolní ostrovy
- Belize: příbřežní doprava, zejména na ostrov Ambergris Caye
- Haiti: linka na ostrov Gonâve
- Honduras: na karibském pobřeží linky z La Ceiba na Roatán a Útilu; na pacifickém pobřeží spojení na ostrov El Tigre
- Kanada:
  - Třetí největší trajektovou dopravu na světě zde provozuje firma BC Ferries. Přepravuje cestující mezi ostrovem Vancouver a pevninou Britské Kolumbie na západním pobřeží země. Společnost přepravila v r. 2015 více než 8 milionů vozidel a 20 milionů cestujících.
  - Ve městě Vancouver jezdí trajekt s názvem SeaBus. Je to osobní trajekt, provozovaný společností Coast Mountain Bus Company. Jezdí fjordem Burrard Inlet, mezi centrem Vancouveru a severním Vancouverem. SeaBus je součástí vancouverského systému městské hromadné dopravy TransLink.
  - Mnoho trajektových linek je také na kanadském východním pobřeží. Provozují je soukromé firmy, ale i stát, kterému patří velká síť Marine Atlantic, obsluhující ostrov Newfoundland. Významné jsou též linky na ostrov prince Edvarda a linka ze Saint John do Digby na poloostrově Nové Skotsko. – Z ostrova prince Eduarda je dále trajektové spojení na Magdalénské ostrovy a z Newfoundlandu na francouzské území  Saint Pierre a Miquelon.
  - V oblasti Velkých jezer bylo dříve hodně trajektů, ale s rozvojem letecké dopravy byl jejich počet omezen. Existuje také několik trajektů ve velkých městech, jako je Toronto nebo Halifax.
  - V Québecu provozuje trajektovou dopravu společnost STQ, vlastněná státem.
- Kostarika: trajektová doprava v zálivu Nicoya a kolem poloostrova Osa
- Kuba: linka na Ostrov Mládeže a další
- Mexiko: dvě linky zkracující cestu do La Paz na Kalifornském poloostrově; spojení na ostrov Cozumel; příbřežní doprava v oblasti Puerto Vallarta; další krátké lokální linky
- Nikaragua: linka z Bluefields na ostrůvek Maíz; doprava v laguně de Perlas; doprava po jezeře Nikaragua
- Panama: příbřežní doprava na karibském i pacifickém pobřeží
- Portoriko: spojení na ostrůvky východně od hlavního ostrova
- USA:
  - Nejrozsáhlejší trajektový systém v kontinentálních Spojených státech provozuje společnost Washington State Ferries. Má deset tras a obsluhuje terminály ve Washingtonu a na ostrově Vancouver ( Kanada). V roce 2016 přepravil celkem 10,5 milionu vozidel a 24,2 milionu pasažérů.
  - Na Aljašce provozuje trajekty firma Alaska Marine Highway System. Tento systém poskytuje cenově dostupné spojení do mnoha malých měst a vesnic bez silničního spojení nebo letiště.
  - Městem provozovaná společnost Staten Island Ferry v New Yorku zajišťuje dopravu mezi čtvrtěmi Manhattan a Staten Island. Je to největší trajektová doprava v Americe dle počtu cestujících, roku 2016 jich přepravila 23,9 miliónu. Je to světově nejrušnější trajektový systém pouze pro cestující, a to především kvůli nedostatku přímých spojení mezi Staten Island a ostatními čtvrtěmi. Trajekt je také oblíbený mezi turisty, pro výhledy na newyorská panoramata. Trasa měří cca 8 km a plavba trvá asi 25 minut. Lodě odjíždějí ve špičce každých 15–20 minut, jinak každou půlhodinu. Je v provozu non-stop a jízdné je zdarma. Na konečných stanicích je možnost přestupu na metro, autobusy a vlaky. – V New Yorku je dále síť menších trajektů. Jedním z nich je NYC Ferry, daný do provozu v r. 2017, který spojuje do té doby relativně izolovaná místa ve městě.
  - Mnoho trajektů je také v oblasti New Orleansu. Přepravují vozidla i chodce. Nejpozoruhodnější je Alžírský trajekt. Je v nepřetržitém provozu od roku 1827 a je jedním z nejstarších provozovaných trajektů v Severní Americe.
  - V Nové Anglii je provozována trajektová doprava mezi pevninou Cape Cod a ostrovy Martha's Vineyard a Nantucket. Protože ostrovy nespojují s pevninou žádné mosty ani tunely, trajekty se sem přepravují nejen soukromá auta, ale i kamiony.Ty sem vozí těžký náklad a zásoby, jako jsou potraviny a benzín. Kromě tradičních trajektů jezdí z města Barnstable na tyto ostrovy vysokorychlostní katamaránová doprava. Několik menších trajektů provozuje pouze sezónní dopravu pro jednodenní výletníky z jiných pevninských přístavů, například z New Bedfordu.
  - Sanfranciský záliv v Kalifornii je obsluhován trajekty všech typů již více než 150 let. Přestože výstavba mostu Golden Gate a mostu San Francisco–Oakland Bay Bridge vedla k poklesu významu většiny trajektů, některé jsou dodnes používány jak místními, tak turisty. Jsou zde dva velké trajekty, a to San Francisco Bay Ferry a Golden Gate Ferry.
  - Ve státě Michigan je třemi trajektovými linkami obsluhován ostrov Mackinac.Trajekty zde dopravují cyklisty a pěší, protože na tomto ostrově jsou motorová vozidla téměř úplně zakázána. Další dva trajekty v Michiganu spojují města na březích Michiganského jezera.
  - Domovem údajně druhého největšího trajektového systému ve Spojených státech je stát Severní Karolína.

- hustá síť linek mezi zeměmi Malých Antil

### Jižní Amerika
- Argentina: z přístavu Ushuaia na několik blízkých ostrůvků; doprava po jezeře Argentino
- Bolívie: doprava po jezeře Titicaca
- Brazílie: síť říčních trajektů v Amazonii; pobřežní linky z města Salvador; doprava po zátoce Guanabara u Ria de Janeira; spojení na ostrovy Ilha Grande, Ilhabela a další
- Ekvádor: trajekt na ostrůvek la Plata
- Falklandy: trajekt mezi Západním a Východním Falklandem
- Francouzská Guyana: linka z Kourou na Ďábelské ostrovy
- Chile: trajekt překonávající 4,5 km z pevniny na hlavní ostrov Ohňové země (spojení využíváno i Argentinou); několik linek z Punta Arenas na různá místa Ohňové země; hustá síť linek v oblasti patagonských fjordů a souostroví (hlavní uzly Puerto Montt, Chaitén, Puerto Chacabuco, spojení až do Puerta Natales na dalekém jihu, trajekt Pargua–Chacao na ostrov Chiloé je v plánu nahradit mostem (ve výstavbě); linky na ostrůvky Mocha a Santa Maria, vnitrozemská doprava po jezerech Todos los Santos, Buenos Aires a O'Higgins
- Kolumbie: několik linek přes záliv Urabá a na ostrůvky u pobřeží; linka mezi ostrovy San Andrés a Providencia (fyzicky v Severní Americe)
- Peru: linky na ostrůvky u pobřeží; vnitrozemské říční trajekty po Amazonce a přítocích (Maraňon, Ucayali, Urubamba); doprava po jezeře Titicaca
- Trinidad a Tobago: spojení z Port of Spain do San Fernanda a na ostrov Tobago
- Venezuela: síť linek v oblasti Maracaiba; spojení na ostrov Margarita a další

#### Mezinárodní spojení
- Argentina –  Chile: v oblasti Ohňové země
- Argentina –  Uruguay: několik trajektových linek přes záliv La Plata, včetně spojení Buenos Aires – Montevideo
- Bolívie –  Peru: linka přes jezero Titicaca
- Brazílie –  Peru: trajekt po Amazonce

### Asie
- Arménie: vnitrozemský trajekt přes jezero Sevan
- Ázerbájdžán: linky z Baku na ostrůvky v Kaspickém moři
- Bangladéš: doprava mezi pevninou a ostrovy v deltě Gangy
- Čína: řada pobřežních linek a spojení na blízké ostrovy, ačkoliv na mnoho z nich již byly vybudovány mosty. Významná je též trajektová doprava přes Pochajské moře mezi poloostrovy Liao-tung a Šan-tung. Několik linek propojuje pevninu s ostrovem Chaj-nan, kde je přemostění zatím ve stadiu plánů. Z ostrova vedou dále linky na jih do sporné oblasti Spratlyho ostrovů, které Čína z velké části okupuje. – V Hongkongu přepravuje cestující společnost Star Ferry přes Victoria Harbour. Ostatní dopravci přepravují cestující mezi ostrovem Hong Kong a odlehlými ostrovy jako Cheung Chau, Lantau a Lamma.
- Filipíny: propojená a hustá síť trajektů mezi hlavními i menšími ostrovy, na niž navazují silnice a dálnice. Známá je také trajektová doprava po řece Pasig v aglomeraci Manily.
- Indie: na západě 2 linky přetínající zálivy ve státě Gudžarát (trajekt Okha–Mandvi přes záliv Kaččh a Ghogha–Dahej přes Khambhátský záliv, zprovozněný 2017[11]); na východě spojení z Čennai, Višakhapatnamu a Kalkaty do Port Blair na Andamanech, a linka propojující Andamany a Nikobary. – V Bombaji je vodní doprava provozována různými vládními agenturami i soukromými subjekty a tvoří ji trajekty, vznášedla a katamarány. – V jižní Indii ve státě Kérala je rozsáhlá oblast stojatých vod, kde je řada sídel přístupných pouze po vodě. Proto zde byla vytvořena trajektová síť. Ze zdejšího přístavu Kóčin také vede několik linek na Lakadivy.
- Indonésie: stovky různých spojení mezi jednotlivými ostrovy i jejich částmi, z nichž nejvytíženější je Merak–Bakauheni (Jáva–Sumatra), kde se i přes značnou vzdálenost (27 km) uvažuje o výstavbě mostu, podobně jako z Jávy na Bali (asi 5 km). K nejvýznamnějším uzlům trajektové dopravy patří Surabaja (na Jávě), Denpasar (Bali), Balikpapan (Borneo), Makasar (Celebes), Baubau (Buton), Kupang (Timor), Labuan Bajo (Flores), Kecamatan Lembar (Lombok) nebo Manokwari (Nová Guinea).
- Írán: linky mezi přístavem Bandar Abbás a ostrovy Kešm a Hormuz
- Japonsko: mnoho linek mezi jednotlivými ostrovy i podél pobřeží. K nejdůležitějším patří trajekty z Honšú na Hokkaidó, což je jediný z hlavních japonských ostrovů nepropojený mostem. Trajekty obsluhují i menší ostrovy v okolí, jako Cušima nebo souostroví Rjúkjú.
- Jemen: trajekt z přístavu Mukallá na ostrov Sokotra
- Jižní Korea: hustá síť linek na jihokorejské ostrovy (Čedžu, Ullung, Daebu a další), některé i dosti blízko severokorejských břehů (Baengnyeong)
- Kambodža: několik linek ze Sihanoukville do ostrovního národního parku Koh Rong; vnitrozemská doprava po Mekongu a Tonlésapu
- Kuvajt: trajekt na ostrov Fajlaka
- Malajsie: řada linek na ostrovy kolem pobřeží (Langkawi, Tioman, Redang aj.), nejstarší je trajekt Butterworth–George Town na ostrov Penang, který je stále v provozu i přesto, že na ostrov z pevniny vedou už dva mosty. Příbřežní doprava je provozována i v části Malajsie na ostrově Borneo, důležité je zejména spojení částí pobřeží oddělených územím Bruneje.
- Mongolsko: trajekt po jezeře Chövsgöl, který v délce 120 km nahrazuje silnici
- Myanmar (Barma): pobřežní doprava a hustá síť vnitrozemských říčních linek
- Omán: několik linek na přilehlé ostrovy a podél pobřeží, důležité je zejména spojení s exklávou Musandam
- Rusko: příbřežní doprava v Černém moři; trajekt Vanino–Cholmsk na Sachalin a odsud (z přístavu Korsakov) na jižní Kurily; doprava v Amurském zálivu; sezónní doprava po sibiřských veletocích
- Spojené arabské emiráty: síť linek v Dubaji; spojení z pevniny na ostrovy Sir Bani Jas a Dalma
- Thajsko: mnoho linek na ostrovy podél pobřeží a mezi nimi navzájem (Samui, Pha Ngan, Kut, Lipe a další); dlouhá linka Sattahip–Songkhla napříč Thajským zálivem
- Tchaj-wan: spojení na blízké i vzdálenější ostrůvky v Jihočínském moři, také na pevninskou Čínu
- Turecko: doprava v Istanbulu a po Marmarském moři; spojení na ostrovy Gökçeada a Bozcaada; linka z Bodrumu na poloostrov Datça; vnitrozemský vlakový trajekt Tatvan–Van (po Vanském jezeře); řada přívozů spojujících břehy velkých vodních nádrží na východě země; dvě linky do separatistické turecké republiky  Severní Kypr (do Girne a Famagusty)
- Vietnam: řada linek na menší ostrovy kolem pobřeží (např. Phu Quoc)
- Východní Timor: doprava z hlavního města Dili na ostrov Atauro a exklávu Oecusse

#### Mezinárodní spojení
- Ázerbájdžán –  Kazachstán –  Rusko –  Turkmenistán: doprava po Kaspickém moři; historicky významný je zejména vlakový trajekt Aljat (AZ) – Turkmenbaši (TM)
- Bahrajn –  Katar
- Brunej –  Malajsie
- Čína –  Japonsko –  Jižní Korea
- Filipíny –  Indonésie –  Malajsie
- Indonésie –  Singapur
- Indonésie –  Východní Timor
- Írán –  Omán (přes Hormuzský průliv)
- Japonsko (Hokkaidó) –  Rusko (Sachalin)
- Jižní Korea –  Rusko (Vladivostok)
- Jordánsko –  Egypt (Sinaj)
- Rusko –  Turecko (přes Černé moře)

### Evropa
- Nejrušnější námořní cesta na světě, Lamanšský průliv, spojuje Velkou Británii a pevninskou Evropu. Spojení zajišťují lodě, plující z britských přístavů Dover, Newhaven, Poole, Portsmouth a Plymouth do francouzských přístavů, jako je Calais, Dunkerk, Dieppe, Roscoff, Cherbourg-Octeville, Caen, St Malo a Le Havre. Trajekty z Velké Británie plují také do Belgie, Nizozemska, Norska, Španělska a Irska.
- Nejvytíženější trajektová trasa na severu Evropy podle počtu odjezdů spojuje Helsingborg ve Švédsku a Elsinore v Dánsku. Trajekty pro auta odjíždějí z přístavů během dne každých 15 minut. Trasa je 4,1 km dlouhá a přeplavba trvá 22 minut. Všechny trajekty jsou na této trase konstruovány tak, aby se nemusely otáčet v přístavech. To znamená, že plavidla plují oběma směry. Přesto, že doba přepravy je velmi krátká, je většina trajektů vybavena restauracemi, bufety a kiosky.
- V Baltském moři mezi Finskem, Švédskem, Lotyšskem, Estonskem a Ruskem i ve Středozemním moři na linkách z Itálie na Sardinii, Korsiku, do Španělska a do Řecka jsou provozovány velké lodě třídy cruiseferry přepravující mnoho cestujících osob bez vozidel.
- Jeden z nejdůležitějších trajektových terminálů ve Skandinávii je švédský Trelleborg. Jezdí se odtud do Německa (do Travemünde a Rostocku) či do Polska (Świnoujście, Gdynia).
- Na trase Rødby, Dánsko – Puttgarden, Německo jsou přepravovány osobní vlaky mezi Kodaní a Hamburkem.
- V Istanbulu spojují trajekty evropské a asijské břehy Bosporu a jezdí také na Princesovy ostrovy a do blízkých pobřežních měst. V roce 2014 přepravila společnost İDO Istanbul Fast Ferries Co. 47 milionů cestujících. Je to největší trajektový systém na světě.
- Nejkratší trajektová linka na světě (25 m) je Ferry Lina v Töreboda, Švédsko. Přeprava trvá asi 20–25 sekund a je na ruční pohon.
- Černá Hora: necelý kilometr dlouhá linka Kamenari–Lepetane, podstatně zkracující cestu okolo Boky Kotorské
- Dánsko: ačkoliv hlavní ostrovy jsou již propojeny mosty, trajekty jsou stále hojně využívány k vnitrostátní i mezinárodní dopravě. V provozu jsou např. linky Fyn–Als, Fyn–Lolland, Sjælland–Jutsko (přímo nebo přes Samsø), spojení na Anholt, Læsø, Bornholm i na dosti vzdálené Faerské ostrovy.
- Estonsko: trajekty na ostrovy Saaremaa (z pevniny přes Muhu), Hiiumaa a další menší ostrůvky
- Finsko: příbřežní doprava na Alandy, Hailuoto a další; vnitrozemská doprava po řadě jezer
- Francie: linky na ostrovy podél pobřeží; v Atlantiku např. Ouessant, Groix, Belle-Île, Yeu, spojení z La Rochelle na Oléron, z Royanu na protější břeh ústí Garonny; ve Středozemním moři linky na Hyérské ostrovy a zejména Korsiku
- Chorvatsko: síť linek mezi pevninou a desítkami ostrovů v Kvarneru a Dalmácii (mosty vedou pouze na několik málo z nich)
- Irsko: spojení na Aranské ostrovy, několik linek mezi břehy dlouhých zátok
- Island: linky na přilehlé ostrůvky a spojení na Faerské ostrovy
- Itálie: množství různých spojení zejména v Tyrhénském moři mezi italskou pevninou a ostrovy, významnými uzly trajektové dopravy jsou Janov, Livorno, Civitavecchia, Neapol, Messina, Palermo. Z velkých ostrovů Sicílie a Sardinie vedou další linky na okolní ostrůvky (Liparské, Pantellerii, Lampedusu a další). Velmi frekventované spojení z pevniny do sicilské Messiny je v plánu nahradit čtyřkilometrovým mostem. Další významné frekvence jsou Piombino–Portoferraio (Elba) nebo Neapol–Ischia. Z přístavů na jaderském pobřeží vyplouvají vesměs mezinárodní spoje, výjimkou je např. linka Terst–Grado. – Ve vnitrozemí je také provozována doprava po velkých alpských jezerech (Como, Garda, Maggiore, Iseo).
- Maďarsko: řada linek na jezeře Balaton a přes Dunaj
- Malta: především doprava z hlavního ostrova na ostrov Gozo
- Německo: spojení z několika míst na Helgoland, doprava po wattovém pobřeží Severního moře; doprava při pobřeží Baltského moře, např. ze Stahlbrode na Rujanu, v ústí Pény a přes Štětínský záliv; vnitrozemská doprava po Bodamském jezeře a dalších
- Nizozemsko: doprava na Západofríské ostrovy, doprava po Ijselském moři (linky z Enkhuizenu do Stavorenu a Urku), mnoho dalších spojení přes estuáry v deltě Rýnu
- Norsko: systém stovek krátkých i delších linek propojujících ostrovy a poloostrovy členitého norského pobřeží. V kraji Nordland (na úrovni Lofot) je norská silniční síť dodnes nepropojená a zátoku Tysfjord lze překonat pouze lodí. Mnohokrát přerušená a vedená po trajektech je v jihozápadní části Norska evropská silnice E39.
- Polsko: přívoz přes ústí Odry (Trzebież–Kopice) a několik spojení přes Świnu ve Svinoústí, linka Kamień Pomorski–Dziwnów; několik spojení z Trojměstí na Helskou kosu; trajekt z Tolkmicka a Fromborku do Krynice Morske na Viselské kose
- Portugalsko: doprava přes ústí řek Tajo (Lisabon) a Sado;
  - lokální doprava na Azorech a Madeiře
- Rakousko: několik linek mezi protilehlými břehy Neziderského jezera; linka přetínající úžinu na Wolfgangsee; doprava na dalších alpských jezerech a několik přívozů přes Dunaj
- Rumunsko: řada vnitrostátních i mezinárodních trajektových linek přes Dunaj; doprava do některých obcí v dunajské deltě (včetně města Sulina)
- Rusko: doprava v Něvské zátoce (Petrohrad), po Ladožském a Oněžském jezeře a dvě linky na Solovecké ostrovy. Řada trajektů spojuje protější břehy na nádržích volžské kaskády.
- Řecko: hustá síť linek mezi pevninou a Egejskými a Jónskými ostrovy. Trajekt je také jediným způsobem dopravy na poloostrov Athos, kam nevede žádná silnice.
- Slovensko: trajekty Čunovo–Hamuliakovo a Kyselica–Vojka přes nádrž Gabčíkovo
- Spojené království: mnoho linek z Velké Británie na okolní ostrovy (Hebridy, Orkneje, Shetlandy, Man, Scilly, Wight, Normanské ostrovy), několik spojení do Severního Irska, ve Skotsku také několik linek přes fjordy a estuáry
- Srbsko: několik trajektů přes Dunaj
- Španělsko: pobřežní doprava v Galícii v oblasti Viga; trajektové linky z Barcelony, Valencie a Denie na Baleáry a mezi nimi navzájem; spojení na africký kontinent do exkláv Ceuta a Melilla a také na Kanárské ostrovy
- Švédsko: síť linek v ostrovní oblasti u Stockholmu; spojení na Gotland, Gotska Sandön, Holmön, Öland (ačkoliv sem již vede i most); vnitrozemská doprava na jezerech Mälaren, Hjalmären, Siljan, Storsjön
- Švýcarsko: doprava přes jezera

### Oceánie
- Austrálie: nejvýznamnějším spojením je trajekt mezi Geelongem resp. Melbourne a Devonportem na Tasmánii. 450 km dlouhá trasa vede přes Bassův průliv, který je někdy nazýván "Australským bermudským trojúhelníkem" pro obtížné plavební podmínky. – Dále je provozována řada kratších linek na menší ostrovy u kontinentu, linka z Tasmánie na Flindersův ostrov, linka Cowell–Wallaroo přetínající Spencerův záliv, a několik linek z Darwinu podél australského severního pobřeží. – V Sydney funguje síť trajektů veřejné dopravy, obsluhující 36 přístavů v Port Jackson (Sydney Harbour).
- Fidži: spojení mezi ostrovy
- Francouzská Polynésie: spojení mezi ostrovy a také do přístavu Tauranga na Novém Zélandu
- Kiribati: spojení mezi ostrovy
- Nová Kaledonie: pobřežní doprava u Nouméy
- Nový Zéland: klíčové je trajektové spojení dvou hlavních ostrovů mezi hlavním městem Wellington na Severním ostrově a přístavem Picton na Jižním ostrově. Trasa měří 92 kilometrů, západní úsek vede klikatým průlivem mezi Jižním ostrovem a o. Arapaoa. Dopravu provozují dvě společnosti – vládou vlastněná Interislander[12] a nezávislá Bluebridge. Cesta trvá tři a půl hodiny. – Řada lokálních linek funguje v oblasti Aucklandu (nejdelší na Velký bariérový ostrov); na samém jihu pak z přístavu Bluff na Stewartův ostrov.
- Samoa: spojení mezi ostrovy a na sousední území  Americká Samoa
- Šalomounovy ostrovy: spojení mezi ostrovy
- Tonga: spojení mezi ostrovy

## Seznam severoevropských trajektových relací
Baltské moře (bez spojů na ostrovy):
- Vasa – Umeå, dopravce RG Line (https://web.archive.org/web/20190715162940/http://www.rgline.com/)
- Turku – Marienham – Stockholm, dopravce Tallink Silja a Viking Line (http://www.tallinksilja.com/en), (http://www.vikingline.fi)
- Turku – Kapelskär, dopravce Tallink Silja (http://www.tallinksilja.com/en)
- Turku – Långnäs – Stockholm, dopravce Viking Line (http://www.vikingline.fi)
- Naantali – Kapelskär, dopravce Finn Link (http://www.finnlink.fi)
- Marienham – Kapelskär, dopravce Viking Line (http://www.vikingline.fi)
- Helsinki – Marienham – Stockholm, dopravce Tallink Silja a Viking Line (http://www.tallinksilja.com/en), (http://www.vikingline.fi)
- Helsinki – Tallinn, dopravce Tallink Silja, Viking Line a ECKERÖ LINE (http://www.tallinksilja.com/en), (http://www.vikingline.fi), (https://web.archive.org/web/20070108052152/http://www.eckeroline.fi/en/)
- Helsinki – Rostock, dopravce Tallink Silja (http://www.tallinksilja.com/en)
- Tallinn – Marienham – Stockholm, dopravce Tallink Silja (http://www.tallinksilja.com/en)
- Ventspils – Nynäshamn, dopravce Stena Line
- Paldiski – Kapelskär, dopravce Tallink Silja (http://www.tallinksilja.com/en)
- Riga – Stockholm, dopravce Tallink Silja (http://www.tallinksilja.com/en)
- Gdynia – Karlskrona, dopravce Stena Line (https://web.archive.org/web/20081028022500/http://www.stenaline.com/stena-line/)
- Gdaňsk – Nynäshamn, dopravce Polferries (https://web.archive.org/web/20070919040244/http://www.polferries.pl/en/home)
- Svinoústí – Rønne, dopravce Polferries (https://web.archive.org/web/20070919040244/http://www.polferries.pl/en/home)
- Świnoujście – Ystad, dopravce Polferries a UNITY LINE (https://web.archive.org/web/20070919040244/http://www.polferries.pl/en/home), (http://www.unityline.pl/)
- Świnoujście – Kodaň, dopravce Polferries (https://web.archive.org/web/20070919040244/http://www.polferries.pl/en/home)
- Rostock – Trelleborg, dopravce TT-Line
- Rostock – Trelleborg, též přeprava železničních vozidel, dopravce Stena Line
- Rostock – Gedser, dopravce Scandlines GmbH
- Travemünde – Trelleborg, dopravce TT-Line (http://www.ttline.com/)
- Travemünde – Malmö, dopravce Nordö Line (http://www.nordoe-link.com/)
- Travemünde – Liepāja, dopravce Stena Line
- Kiel – Göteborg, dopravce Stena Line
- Kiel – Oslo, dopravce Color Line (http://www.colorline.com/)
- Klaipėda – Kiel, dopravce DFDS LISCO (https://web.archive.org/web/20100504013025/http://www.dfdslisco.lt/en/on-board/)
- Klaipėda – Karlshamn, dopravce DFDS LISCO (https://web.archive.org/web/20100504013025/http://www.dfdslisco.lt/en/on-board/)
- Klaipėda – Sassnitz, dopravce DFDS LISCO (https://web.archive.org/web/20100504013025/http://www.dfdslisco.lt/en/on-board/)
- Puttgarten – Rodby, dopravce Scandlines (http://www.scandlines.dk)
- Helsingør – Helsingborg, více dopravců
- Kodaň – Oslo, dopravce DFDS SEAWAYS (http://www.dfdsseaways.co.uk/)
- Grenaa – Halmstad (původně Varberg), dopravce Stena Line (https://web.archive.org/web/20081028022500/http://www.stenaline.com/stena-line/)
- Frederikshavn – Göteborg, dopravce Stena Line (https://web.archive.org/web/20081028022500/http://www.stenaline.com/stena-line/)
- Langesund – Strømstad, dopravce kystlink (http://www.kystlink.com/)
- Sandefjord – Strømstad, dopravce Color Line (http://www.colorline.com/)
- Hanstholm – Kristiansand, dopravce Master Ferries (https://web.archive.org/web/20080415230613/http://www.masterferries.com/)
- Hirsthals – Oslo, dopravce Color Line (http://www.colorline.com/)
- Hirsthals – Larvik, dopravce Color Line (http://www.colorline.com/)
- Hirsthals – Kristiansand, dopravce Color Line (http://www.colorline.com/)

v poslední době zaniklé relace
- Frederikshavn–Oslo, dopravce Stena Line; 14. března 2020 z důvodu vypuknutí koronavirové pandemie a cestovních omezení linka pozastavena; v lednu 2022 již není v síti Stena Line uváděna
- Sassnitz–Trelleborg, s přepravou železničních vozidel, dopravce Stena Line; uzavřena v dubnu 2020.

 Anglie – Irsko 
- Scrabster – Stromness, dopravce North Link (http://www.northlinkferries.com/Timetables.html)
- Aberdeen – Kirkwall – Lerwick, dopravce North Link (http://www.northlinkferries.com/Timetables.html)
- Troon – Larne, dopravce P&O Ferries (http://www.poferries.com/tourist/)
- Stranair – Belfast, dopravce Stena Line (https://web.archive.org/web/20081028022500/http://www.stenaline.com/stena-line/)
- Fleetwood – Larne, dopravce Stena Line (https://web.archive.org/web/20081028022500/http://www.stenaline.com/stena-line/)
- Cairnryan – L arne, dopravce P&O Ferries (http://www.poferries.com/tourist/)
- Liverpoo – Belfast, dopravce norfolkline (http://www.norfolkline.com/ferry/)
- Liverpool – Dublin, dopravce P&O Ferries a norfolkline (http://www.poferries.com/tourist/), (http://www.norfolkline.com/ferry/)
- Holyhead – Dublin, dopravce irishferries a Stena Line (http://www.irishferries.com/), (https://web.archive.org/web/20081028022500/http://www.stenaline.com/stena-line/)
- Holyhead – Dun Laoghaire, dopravce Stena Line (https://web.archive.org/web/20081028022500/http://www.stenaline.com/stena-line/)
- Pembroke – Rosslare, dopravce irishferries (http://www.irishferries.com/)
- Fishguard – Rosslare, dopravce Stena Line (https://web.archive.org/web/20081028022500/http://www.stenaline.com/stena-line/)

 Irsko – Evropa 
- Rosslare – Cherbourg, dopravce irishferries (http://www.irishferries.com/)
- Rosslare – Roscoff, dopravce irishferries (http://www.irishferries.com/)
- Cork – Roscoff, dopravce Brittaby Ferries (http://www.brittany-ferries.co.co.uk/)

 Anglie – Evropa 
- Newcastle upon Tyne – Stavanger, dopravce DFDS SEAWAYS (http://www.dfdsseaways.co.uk/)
- Newcastle – Amsterdam, dopravce DFDS SEAWAYS (http://www.dfdsseaways.co.uk/)
- Hull – Amsterdam, dopravce P&O Ferries (http://www.poferries.com/tourist/)
- Hull – Zeebrugge, dopravce P&O Ferries (http://www.poferries.com/tourist/)
- Harwich – Esbjerg, dopravce DFDS SEAWAYS (http://www.dfdsseaways.co.uk/)
- Harwich – Hoek van Holland, dopravce Stena Line (https://web.archive.org/web/20081028022500/http://www.stenaline.com/stena-line/)
- Ramsgate – Ostende, dopravce TRANSEUROPA FERRIES (http://www.transeuropaferries.com/)
- Dover – Dunkerque, dopravce norfolkline (http://www.norfolkline.com/ferry/)
- Dover – Callais, dopravce P&O Ferries a SEAFRANCE (http://www.poferries.com/tourist/), (https://web.archive.org/web/20080420115620/http://www.seafrance.com/seafrance/opencms/uk/en/passenger/)
- Dover – Boulogne-sur-Mer, dopravce SPEEDFERRIES (https://web.archive.org/web/20080423140622/http://www.speedferries.com/)
- Newhaven – Dieppe, dopravce TRANSMANCHE FERRIES (http://www.transmancheferries.com/)
- Newhaven – Le Havre, dopravce TRANSMANCHE FERRIES (http://www.transmancheferries.com/)
- Portsmouth – Le Havre, dopravce TRANSMANCHE FERRIES (http://www.transmancheferries.com/)
- Portsmouth – Caen, dopravce Brittaby Ferries (http://www.brittany-ferries.co.uk/)
- Portsmouth – Cherbourg, dopravce Brittaby Ferries a Condorferries (http://www.brittany-ferries.co.uk/), (http://www.condorferries.com/uk/home.aspx%5B%5D) v provozu jen v lete,
- Portsmouth – St.Malo, dopravce Brittaby Ferries (http://www.brittany-ferries.co.uk/)
- Portsmouth – Guernsey – Jersey – Portsmouth, dopravce Condorferries (http://www.condorferries.com/uk/home.aspx%5B%5D)
- Portsmouth – Bilbao, dopravce P&O Ferries (http://www.poferries.com/tourist/)
- Poole – Guernsey, dopravce Condorferries (http://www.condorferries.com/uk/home.aspx%5B%5D)
- Poole – Jersey, dopravce Condorferries (http://www.condorferries.com/uk/home.aspx%5B%5D)
- Poole – Cherbourg, dopravce Brittaby Ferries (http://www.brittanyferries.com/)
- Poole – St. Malo, dopravce Condorferries (http://www.condorferries.com/uk/home.aspx%5B%5D)
- Weymouth – Guernsey, dopravce Condorferries (http://www.condorferries.com/uk/home.aspx%5B%5D)
- Weymouth – Jersey, dopravce Condorferries (http://www.condorferries.com/uk/home.aspx%5B%5D)
- Weymouth – St. Malo, dopravce Condorferries (http://www.condorferries.com/uk/home.aspx%5B%5D)
- St. Malo – Jersey – Guernsey, dopravce hdferries (http://www.hdferries.com/ Archivováno 20. 4. 2008 na Wayback Machine.
- Plymouth – Roscoff, dopravce Brittany Ferries (http://www.brittany-ferries.co.uk/)
- Plymouth – Santander, dopravce Brittany Ferries (http://www.brittany-ferries.co.uk/)